# 克勒克漢
克勒克漢是土耳其的城鎮，由哈塔伊省負責管轄，位於該國南部，毗鄰與敘利亞接壤的邊境，面積687平方公里，海拔高度178米，2010年人口71,580。
36°29′56″N 36°21′11″E / 36.4989°N 36.3531°E